# Typhlatya elenae
Typhlatya elenae is een garnalensoort uit de familie van de Atyidae. De wetenschappelijke naam van de soort is voor het eerst geldig gepubliceerd in 1994 door Juarrero.